# NHK陸中川井中継局
NHK陸中川井中継局（エヌエイチケイりくちゅうかわいちゅうけいきょく）は、岩手県宮古市にあるNHK盛岡放送局のテレビとFMの中継局である。

## 概要
- 当中継局は、宮古市川井にある岩手県立宮古高等学校川井分校北方高地に置かれ、旧・川井村中心部等に電波を発射している。

## 中継局概要

### ラジオ放送
| 放送系統 | ラジオ周波数 | 空中線電力 | ERP     | 放送対象地域 | 放送区域内世帯数 |
| FM放送   | 88.3MHz      | 音声10W    | 音声14W | 岩手県       | 約-世帯          |

### テレビ放送
| 放送系統   | テレビチャンネル | 空中線電力        | ERP                | 放送対象地域 | 放送区域内世帯数 |
| 総合テレビ | 3ch              | 映像3W /音声750mW | 映像9.1W /音声2.3W | 岩手県       | 約-世帯          |
| 教育テレビ | 9ch              | 映像3W /音声750mW | 映像8.5W /音声2.1W | 全国         | 約-世帯          |

- 地上デジタルテレビ放送については、非該当のため、テレビ放送については、2012年（平成24年）3月31日で廃局となった。
- なお、地上デジタルテレビ放送については、FTTH方式による地上デジタル放送（とBSデジタル放送）のケーブルテレビサービスにより民放も含めカバーされる事が決まった。